# Masdevallia weberbaueri
Masdevallia weberbaueri är en orkidéart som beskrevs av Rudolf Schlechter. Masdevallia weberbaueri ingår i släktet Masdevallia och familjen orkidéer. Inga underarter finns listade i Catalogue of Life.